# USS LST-270
O USS LST-270 foi um navio de guerra norte-americano da classe LST que operou durante a Segunda Guerra Mundial.